# Карл Огнянов
Карл Иванов Огнянов е български лекар гинеколог, професор, планински спасител.

## Биография
Роден е през 1916 г. в София, в семейството на акушер-гинеколозите Иван Огнянов и Ана Трънка-Огнянова. Остава сирак на 13-годишна възраст, живее при чичо си Александър Огнянов и при роднините на майка си. В деня на смъртта на баща си той заявява решението си да тръгне по пътя на родителите.
Учи най-напред в руското училище в София, после продължава в немското, изучава и френски език и пиано. Постъпва в Американския колеж край Симеоново. През този период пише и печата стихове, разкази, критики, член е на редколегията, участва в дебати, проявява се като актьор (негов чичо е Сава Огнянов), пее и в хора. Занимава се активно с различни спортове – дълго бягане, хърдел, тенис, плуване, футбол, и печели награди. Завършва през 1936 г. Отличник е и взима две дипломи – реална и полукласическа. През 1939 г. е избран за секретар на Съюза на американските възпитаници.
През 1942 г. завършва медицина в Софийския университет. По време на следването си участва активно в студентските борби, през 1937 г. е член на стачия комитет на студентите. Участва в протестите против окупацията на Чехословакия и на Австрия от хитлеристка Германия. Дипломната му работа е в областта на хематологията, към която интересът му и по-нататък остава, „Утайване на кръвни телца у българите – сравнително проуване при вегетарианци и месоядци“, като ръководителят му проф. Методи Попов възнамерява да я представи за отпечатване в Германия.
Карл Огнянов става планински спасител още в началните години от създаването на доброволната планинска спасителна служба и редовно ходи на дежурства на Витоша. Така той свързва любовта си към планината и към лекарската професия. През 1979 г. получава значка „40 години планински спасител“.
Военната си служба изкарва в Школата за запасни офицери (1943), във военна болница в Овча купел, на турската граница като медик. Демобилизиран е след първата фаза на Втората световна война и постъпва като доброволен лекар (без заплата) в „Майчин дом“. Избирането му за асистент всеки път е осуетявано със „санитарни мобилизации“:  след тази в Самоковско (до 1946) той успява да вземе изпит по специалността, но е изпратен в Свищов (1948) да организира и оглави акушеро-гинекологичното отделение към болницата, а после и в Бургас (1949 – 1952) като началник на акушеро-гинекологичното отделение при окръжната болница и окръжен специалист. В Бургас, чрез огромната си практика, той успява да се доспециализира и утвърди сам в своята специалност.
В София е ординатор в I родилен дом „Тина Киркова“, след това завеждащ отделение във II родилен дом на ул. „Шейново“, където работи 19 години, в екип с колегите си д-р Иван Доганов, главен лекар, и завеждащите д-р Иван Стаменов и д-р Вера Тошева. Изследва резус-несъвместимостта, извършва заедно с д-р Боряна Рачева първото обменно кръвопреливане на новородено, работи по лечението с кортизон, а после с гама-глобулин и кортизон. Заедно с екип от хематолози е предложен за лауреатска награда за производството на български гама-глобулин и прилагането му при Rh-несъвместимостта.
През 1972 г. след конкурс (по трудове) става старши научен сътрудник II степен в Научния институт по акушерство и гинекология във II гинекологична клиника към Медицинската академия; заема мястото на пенсиониралия се д-р Николай Славчев. От 1976 до 1978 г. е завеждащ клиника към „Тина Киркова“.
През 1976 г. защитава докторат на тема „Проучвания върху проблема за хемолитичната болест на плода и новороденото в България с оглед на диагнозата, лечението и профилактиката“, подготвен, докато се възстановява от инфаркт. На 23 май 1977 г. е избран за професор, а от 1 февруари 1978 г. е назначен за редовен професор към Института по акушерство и гинекология в Медицинската академия, където ръководи акушеро-гинекологичната катедра.  На 1 март 1981 г. е пенсиониран. Продължава като консултант в НИАГ, а от септември 1982 г. е назначен като професор и завеждащ клиника в I АГ болница „Тина Киркова“, където работи до смъртта си при втори инфаркт.
Умира на 27 декември 1987 г. в София.

## Родословие
|                            |                            |                            |                            |                            |                            |  |  |                           |                           |                           |                           |                                 |                                 |                                 |                                 |                                 |                                 |                            |                            |                            |                            |                            |                            | Мина Горанова (? – 1884)          | Мина Горанова (? – 1884)          | Мина Горанова (? – 1884)          | Мина Горанова (? – 1884)          | Мина Горанова (? – 1884)          | Мина Горанова (? – 1884)          |  |  |                                  |                                  |                                  |                                  | Петър Огнянов (1845 – 1933)      | Петър Огнянов (1845 – 1933)      | Петър Огнянов (1845 – 1933) | Петър Огнянов (1845 – 1933) | Петър Огнянов (1845 – 1933) | Петър Огнянов (1845 – 1933) |                    |                    |                    |                    |  |  | Мария Пенакова | Мария Пенакова | Мария Пенакова | Мария Пенакова | Мария Пенакова | Мария Пенакова |  |  | Стефан Пенаков              | Стефан Пенаков              | Стефан Пенаков              | Стефан Пенаков              | Стефан Пенаков              | Стефан Пенаков              |  |  |                               |                               |                               |                               |                               |                               |  |  |
|                            |                            |                            |                            |                            |                            |  |  |                           |                           |                           |                           |                                 |                                 |                                 |                                 |                                 |                                 |                            |                            |                            |                            |                            |                            | Мина Горанова (? – 1884)          | Мина Горанова (? – 1884)          | Мина Горанова (? – 1884)          | Мина Горанова (? – 1884)          | Мина Горанова (? – 1884)          | Мина Горанова (? – 1884)          |  |  |                                  |                                  |                                  |                                  | Петър Огнянов (1845 – 1933)      | Петър Огнянов (1845 – 1933)      | Петър Огнянов (1845 – 1933) | Петър Огнянов (1845 – 1933) | Петър Огнянов (1845 – 1933) | Петър Огнянов (1845 – 1933) |                    |                    |                    |                    |  |  | Мария Пенакова | Мария Пенакова | Мария Пенакова | Мария Пенакова | Мария Пенакова | Мария Пенакова |  |  | Стефан Пенаков              | Стефан Пенаков              | Стефан Пенаков              | Стефан Пенаков              | Стефан Пенаков              | Стефан Пенаков              |  |  |                               |                               |                               |                               |                               |                               |  |  |
|                            |                            |                            |                            |                            |                            |  |  |                           |                           |                           |                           |                                 |                                 |                                 |                                 |                                 |                                 |                            |                            |                            |                            |                            |                            |                                   |                                   |                                   |                                   |                                   |                                   |  |  |                                  |                                  |                                  |                                  |                                  |                                  |                             |                             |                             |                             |                    |                    |                    |                    |  |  |                |                |                |                |                |                |  |  |                             |                             |                             |                             |                             |                             |  |  |                               |                               |                               |                               |                               |                               |  |  |
|                            |                            |                            |                            |                            |                            |  |  |                           |                           |                           |                           |                                 |                                 |                                 |                                 |                                 |                                 |                            |                            |                            |                            |                            |                            |                                   |                                   |                                   |                                   |                                   |                                   |  |  |                                  |                                  |                                  |                                  |                                  |                                  |                             |                             |                             |                             |                    |                    |                    |                    |  |  |                |                |                |                |                |                |  |  |                             |                             |                             |                             |                             |                             |  |  |                               |                               |                               |                               |                               |                               |  |  |
| Сава Огнянов (1876 – 1933) | Сава Огнянов (1876 – 1933) | Сава Огнянов (1876 – 1933) | Сава Огнянов (1876 – 1933) | Сава Огнянов (1876 – 1933) | Сава Огнянов (1876 – 1933) |  |  | Богдан Огнянов (1877 – ?) | Богдан Огнянов (1877 – ?) | Богдан Огнянов (1877 – ?) | Богдан Огнянов (1877 – ?) | Богдан Огнянов (1877 – ?)       | Богдан Огнянов (1877 – ?)       |                                 |                                 | Иван Огнянов (1878 – 1929)      | Иван Огнянов (1878 – 1929)      | Иван Огнянов (1878 – 1929) | Иван Огнянов (1878 – 1929) | Иван Огнянов (1878 – 1929) | Иван Огнянов (1878 – 1929) |                            |                            | Ана Трънка-Огнянова (1881 – 1921) | Ана Трънка-Огнянова (1881 – 1921) | Ана Трънка-Огнянова (1881 – 1921) | Ана Трънка-Огнянова (1881 – 1921) | Ана Трънка-Огнянова (1881 – 1921) | Ана Трънка-Огнянова (1881 – 1921) |  |  | Александър Огнянов (1884 – 1953) | Александър Огнянов (1884 – 1953) | Александър Огнянов (1884 – 1953) | Александър Огнянов (1884 – 1953) | Александър Огнянов (1884 – 1953) | Александър Огнянов (1884 – 1953) |                             |                             | Анастасия Огнянова          | Анастасия Огнянова          | Анастасия Огнянова | Анастасия Огнянова | Анастасия Огнянова | Анастасия Огнянова |  |  | Богдан Огнянов | Богдан Огнянов | Богдан Огнянов | Богдан Огнянов | Богдан Огнянов | Богдан Огнянов |  |  | Иван Пенаков} (1883 – 1971) | Иван Пенаков} (1883 – 1971) | Иван Пенаков} (1883 – 1971) | Иван Пенаков} (1883 – 1971) | Иван Пенаков} (1883 – 1971) | Иван Пенаков} (1883 – 1971) |  |  | Васил Огнянов (1882 – 1955)   | Васил Огнянов (1882 – 1955)   | Васил Огнянов (1882 – 1955)   | Васил Огнянов (1882 – 1955)   | Васил Огнянов (1882 – 1955)   | Васил Огнянов (1882 – 1955)   |  |  |
| Сава Огнянов (1876 – 1933) | Сава Огнянов (1876 – 1933) | Сава Огнянов (1876 – 1933) | Сава Огнянов (1876 – 1933) | Сава Огнянов (1876 – 1933) | Сава Огнянов (1876 – 1933) |  |  | Богдан Огнянов (1877 – ?) | Богдан Огнянов (1877 – ?) | Богдан Огнянов (1877 – ?) | Богдан Огнянов (1877 – ?) | Богдан Огнянов (1877 – ?)       | Богдан Огнянов (1877 – ?)       |                                 |                                 | Иван Огнянов (1878 – 1929)      | Иван Огнянов (1878 – 1929)      | Иван Огнянов (1878 – 1929) | Иван Огнянов (1878 – 1929) | Иван Огнянов (1878 – 1929) | Иван Огнянов (1878 – 1929) |                            |                            | Ана Трънка-Огнянова (1881 – 1921) | Ана Трънка-Огнянова (1881 – 1921) | Ана Трънка-Огнянова (1881 – 1921) | Ана Трънка-Огнянова (1881 – 1921) | Ана Трънка-Огнянова (1881 – 1921) | Ана Трънка-Огнянова (1881 – 1921) |  |  | Александър Огнянов (1884 – 1953) | Александър Огнянов (1884 – 1953) | Александър Огнянов (1884 – 1953) | Александър Огнянов (1884 – 1953) | Александър Огнянов (1884 – 1953) | Александър Огнянов (1884 – 1953) |                             |                             | Анастасия Огнянова          | Анастасия Огнянова          | Анастасия Огнянова | Анастасия Огнянова | Анастасия Огнянова | Анастасия Огнянова |  |  | Богдан Огнянов | Богдан Огнянов | Богдан Огнянов | Богдан Огнянов | Богдан Огнянов | Богдан Огнянов |  |  | Иван Пенаков} (1883 – 1971) | Иван Пенаков} (1883 – 1971) | Иван Пенаков} (1883 – 1971) | Иван Пенаков} (1883 – 1971) | Иван Пенаков} (1883 – 1971) | Иван Пенаков} (1883 – 1971) |  |  | Васил Огнянов (1882 – 1955)   | Васил Огнянов (1882 – 1955)   | Васил Огнянов (1882 – 1955)   | Васил Огнянов (1882 – 1955)   | Васил Огнянов (1882 – 1955)   | Васил Огнянов (1882 – 1955)   |  |  |
|                            |                            |                            |                            |                            |                            |  |  |                           |                           |                           |                           |                                 |                                 |                                 |                                 |                                 |                                 |                            |                            |                            |                            |                            |                            |                                   |                                   |                                   |                                   |                                   |                                   |  |  |                                  |                                  |                                  |                                  |                                  |                                  |                             |                             |                             |                             |                    |                    |                    |                    |  |  |                |                |                |                |                |                |  |  |                             |                             |                             |                             |                             |                             |  |  |                               |                               |                               |                               |                               |                               |  |  |
|                            |                            |                            |                            |                            |                            |  |  |                           |                           |                           |                           | Ангелина Василева (1914 – 1993) | Ангелина Василева (1914 – 1993) | Ангелина Василева (1914 – 1993) | Ангелина Василева (1914 – 1993) | Ангелина Василева (1914 – 1993) | Ангелина Василева (1914 – 1993) |                            |                            | Карл Огнянов (1916 – 1987) | Карл Огнянов (1916 – 1987) | Карл Огнянов (1916 – 1987) | Карл Огнянов (1916 – 1987) | Карл Огнянов (1916 – 1987)        | Карл Огнянов (1916 – 1987)        |                                   |                                   |                                   |                                   |  |  |                                  |                                  |                                  |                                  |                                  |                                  |                             |                             |                             |                             |                    |                    |                    |                    |  |  |                |                |                |                |                |                |  |  |                             |                             |                             |                             |                             |                             |  |  | Любомир Огнянов (1910 – 1987) | Любомир Огнянов (1910 – 1987) | Любомир Огнянов (1910 – 1987) | Любомир Огнянов (1910 – 1987) | Любомир Огнянов (1910 – 1987) | Любомир Огнянов (1910 – 1987) |  |  |
|                            |                            |                            |                            |                            |                            |  |  |                           |                           |                           |                           | Ангелина Василева (1914 – 1993) | Ангелина Василева (1914 – 1993) | Ангелина Василева (1914 – 1993) | Ангелина Василева (1914 – 1993) | Ангелина Василева (1914 – 1993) | Ангелина Василева (1914 – 1993) |                            |                            | Карл Огнянов (1916 – 1987) | Карл Огнянов (1916 – 1987) | Карл Огнянов (1916 – 1987) | Карл Огнянов (1916 – 1987) | Карл Огнянов (1916 – 1987)        | Карл Огнянов (1916 – 1987)        |                                   |                                   |                                   |                                   |  |  |                                  |                                  |                                  |                                  |                                  |                                  |                             |                             |                             |                             |                    |                    |                    |                    |  |  |                |                |                |                |                |                |  |  |                             |                             |                             |                             |                             |                             |  |  | Любомир Огнянов (1910 – 1987) | Любомир Огнянов (1910 – 1987) | Любомир Огнянов (1910 – 1987) | Любомир Огнянов (1910 – 1987) | Любомир Огнянов (1910 – 1987) | Любомир Огнянов (1910 – 1987) |  |  |